# 釋仲殊
仲殊（?—?），字師利，俗名張揮。湖北安陸人，客居杭州。早年考取進士，后出家承天寺。以詩聞名。
揮早年是一書生，其妻外遇害怕東窗事發，曾下藥毒害他，遂棄家為僧。與蘇軾友好，善詩及歌詞，“皆操筆立成，不點竄一字”。仲殊之詩多涉及懷古、詠物，其詞雖多，又是僧人，卻無一首言及佛家或佛理。范成大《吳郡志》稱：「其長短句間有奇作，非世俗詩僧比也。」晚年自縊而圓寂。著有《寶月集》。

## 詩歌
其《寳月集》已散佚，侯鯖錄載其《過潤州絕句》一首:"
北固樓前一笛風，
斷雲飛出建昌宮。
江南二月多芳草，
春在濛濛細雨中。"

## 評價
- 蘇軾《安州老人食蜜歌》中稱之為“安州老人”，詩云：“安州老人心如鐡，老人心肝小兒舌。”

- 王灼《碧雞漫志》云：「賀方回、周美成、晏叔原、僧仲殊各盡其才力，自成一家。……叔原如金陵王謝子弟，秀氣勝韻，得之天然，將不可學。仲殊次之，殊之贍，晏反不逮也。」[7]

- 楊慎《詞品》卷二「岸草平沙」條曰：「……宋人小詞，僧徒惟二人最佳，覺範之作類山谷，仲殊之作似花間。祖可、如晦俱不及也。」[8]